# Diafasia
La diafasia es una variable sociolingüística  determinada por el mutar de la situación en la cual el hablante se encuentra a comunicar: el contexto, los interlocutores, las circunstancias o las finalidades de la comunicación. El término viene de la composición de las dos palabras griegas dé, "a través, mediante", y phasis, "voz".

## Grados
La variación diafásica se articula a lo largo de una plancha ideal que va de la máxima formalidad (registro aulico o sostenido) a la máxima informalidad (registro familiar o descuidado): el parlante selecciona el registro lingüístico en función del oyente al que se dirige.
Pertenecen a la diafasia también subcódigos internos a la lengua, como por ejemplo el registro deportivo, gastronómico etc., y las jergas.
Uno mismo subcódigo puede hacer uso de registros distintos: por ejemplo, un médico ilustrará una determinada patología de maneras distintas a segunda que se dirija a un congreso de especialistas, a los lectores de un artículo de divulgación sobre un periódico o a un paciente que sufre.

## Otras variables sociolingüísticas
Los demás parámetros que determinan la variación lingüística son:
- la diacronía, en relación con el tiempo;
- la diatopía, en relación con el espacio;
- la diamesia, en relación con el medio;
- la diastratia, en relación con la condición social de los hablantes.

Diastratia y diatopía son variables sociolingüísticas introducidas por el lingüista noruego Leiv Flydal en 1952 y luego asumidos, redefinidos y sistematizados por el lingüista rumano Eugen Coșeriu, que los integró con la diafasia. Estos conceptos se han convertido sobre la base de la diacronía saussuriana. El concepto de diamesia en cambio fue acuñado por Alberto Mioni.